# Сесто-Кампано
Сесто-Кампано (итал. Sesto Campano) — коммуна в Италии, расположена в области Молизе, в провинции Изерния.
Население коммуны, на 01.01.2023 года, составляло 2148 человек, плотность населения ─ 60,82 чел./км². Коммуна занимает площадь 35,32 км². Почтовый индекс — 86078. Телефонный код — 0865.
Покровителем коммуны почитается святой великомученик Евстафий, празднование в последнее воскресение мая. 

## Население
Название жителей ─ сестолезе (итал. sestolese; м.р., ж.р., ед.ч.), сестолези (итал. sestolesi; м.р., ж.р., мн.ч.).
Динамика населения:

## Администрация коммуны
- Официальный сайт: http://www.comune.sestocampano.is.it/